# Hans Christian Harbou
Ikke at forveksle med officeren Hans Christiansen Harbou
Hans Christian Harbou (169? – 16. april 1763 i Trondhjem) var en dansk-norsk officer.
Han var søn af kaptajn ved 1. Akershusiske infanteriregiment Otto Harbou (født 17. maj 1659, afsked 1716, død 8. juli 1723) og Sophie Kirstine f. Knoph. Han ejede en del af Gravdal og Holt skove på grænsen af Eger Skouger og Hoff. Han boede 1747 på Råen i Eker. 
Harbou var sergent ved Garden til Fods fra 1709 til 1712, gjorde som volontør løjtnantstjeneste ved 2det Trondhjemske infanteriregiment (oberst Vincents Buddes) under felttoget i Pommern 1714 og i Norge 1716, ansat som generaladjutant-løjtnant hos generalmajor Jens Maltesen Sehested 1716, overtog ifølge indvilget andragende sin faders kompani under 1. Akershusiske infanteriregiment og blev kaptajn 1716, major 1722, fik oberstløjtnants karakter 1738 og virkelig oberstløjtnant 1744. Han fik obersts karakter 1751 (med anciennitet fra 1749) og blev chef for 3. Trondhjemske nationale infanteriregiment 1752, blev generalmajor 1759 og tog afsked samme dag.
Han var gift med Sara Moss (1706-1767, begravet 4. juli samme år i Strømsø), datter af købmand i Bragernæs Nils Pedersen Moss og Maren f. Norup. De havde 2 døtre og 2 sønner, der var officerer; den ene var Niels Harbou.